# 맹분
맹분(孟賁, ? ~ ?)은 전한 중기의 관료이다.

## 행적
원삭 3년(기원전 126년), 소부에 임명되었다.

## 출전
- 반고, 《한서》 권19하 백관공경표 下

| 전임 신? 조중황? | 전한의 소부 기원전 126년 ~ 기원전 125년? | 후임 산 |